# Jacob Paul
Jacob Paul (ur. 6 lutego 1995) – brytyjski lekkoatleta specjalizujący się w biegu na 400 metrów przez płotki.
Brązowy medalista mistrzostw Europy juniorów w Rieti (2013). 
Rekord życiowy: 49,40 (17 sierpnia 2022, Monachium).

## Osiągnięcia
| Rok  | Impreza                              | Miejsce   | Lokata     | Wynik |
| ---- | ------------------------------------ | --------- | ---------- | ----- |
| 2011 | Olimpijski festiwal młodzieży Europy | Trabzon   | 2. miejsce | 52,80 |
| 2013 | Mistrzostwa Europy juniorów          | Rieti     | 3. miejsce | 50,71 |
| 2014 | Mistrzostwa świata juniorów          | Eugene    | półfinał   | 54,36 |
| 2017 | Młodzieżowe mistrzostwa Europy       | Bydgoszcz | 5. miejsce | 49,98 |
| 2022 | Mistrzostwa Europy                   | Monachium | półfinał   | 49,48 |